# John Vievermans
John Vievermans (Heerlen, 25 augustus 1959) is een voormalig Nederlands profvoetballer die van 1981 tot 1988 voor N.E.C. speelde.
Hij begon zijn voetbalcarrière bij SV Venray, waar hij op zijn zeventiende het eerste elftal bereikte. Er was interesse van enkele Limburgse profclubs, maar Vievermans wilde eerst zijn school afmaken.
Op zijn 21ste werd hij dan toch profvoetballer. Na een gesprek met de nieuwe N.E.C.-trainer Pim van de Meent besloot hij om naar die club te gaan en tegelijk een opleiding aan het CIOS in Arnhem te gaan volgen. In het eerste seizoen kreeg hij een basisplaats als linksbuiten, hoewel Vievermans het liefst links op het middenveld speelde.
In de jaren daarna speelde hij ook vaak als centrale verdediger of linkerverdediger, vooral onder trainer Sándor Popovics. Op deze plaatsen voelde hij zich minder thuis. Na een laatste seizoen onder Leen Looyen besloot de dan kersverse vader te stoppen met profvoetbal, ondanks belangstelling van Germinal Ekeren, RKC Waalwijk en AZ.
Vervolgens keerde hij terug bij SV Venray, waar hij kampioen van de hoofdklasse werd in een elftal met drie van zijn broers. Daarna volgden 2 seizoenen het Duitse SV Straelen, 1 seizoen het Duitse Lobberich SV (Viersen), om zijn voetballoopbaan te beëindigen met  nog 2 mooie jaren bij  top amateurclub UDI '19 in zijn nieuwe woonplaats Uden.
Na een carrière als sportinstructeur vervult Vievermans tegenwoordig een functie bij sportkledingproducent Reebok. Ook is hij een verdienstelijk tennisser in het seniorencircuit.